# Straight into Love
«Straight Into Love» («Прямо в любовь») — песня в исполнении словенской певицы американского происхождения Ханны Манчини, с которой она представляла Словению на популярном конкурсе песни «Евровидение 2013». Авторами и композиторами песни являются Ханна Манчини, Марко Примузак, Грегор Земльич, Эрик Марган и Матия Родич.